# El jinete
El Jinete es una canción ranchera compuesta por José Alfredo Jiménez e interpretada originalmente por el cantante Jorge Negrete. El Jinete es una pieza representativa del género musical de Mariachi y cuenta la historia de un hombre montado a caballo e identificado como el jinete que sufre una enorme tristeza debido al fallecimiento de su amada.